# Epharmottomena leucodonta
Epharmottomena leucodonta är en fjärilsart som beskrevs av George Francis Hampson 1926. Epharmottomena leucodonta ingår i släktet Epharmottomena och familjen nattflyn. Inga underarter finns listade i Catalogue of Life.